# آدم (غزال)
الآدَم (الجمع: الأُدْم) أو غزال دوركاس أو غزال الصحراء أو العفري هو أحد أصغر أنواع الغزلان وأكثرها شيوعا حيث يتراوح علوّه بين 53 و 65 سنتيمترا (21 إلى 25.5 إنشات)، وطوله بين 80 و 110 سنتيمترات (2.7 إلى 3.6 إنشات)، ويزن ما بين 12 إلى 25 كيلوغراما (27 إلى 55 رطلا).
تستوطن النويعات المتعددة للآدم معظم شمال أفريقيا، شبه الجزيرة العربية، العراق، بعض أنحاء بلاد الشام، إيران، وصولا إلى شمالي الهند، لكن الدول التي تقطنها بالتحديد غير معروفة بالضبط، لذا فإن الموطن المفترض لهذه الحيوانات يشمل: الجزائر، بوركينا فاسو، تشاد، دجيبوتي، مصر، إريتريا، الحبشة، ليبيا، مالي، المغرب، النيجر، الصومال، السودان، تونس، الأردن، فلسطين، السعودية، سوريا، العراق، ولبنان.
تسكن هذه الغزلان الأراضي العشبية والسهوب في المغرب و جنوب لبنان وسوريا، الوديان في كل من فلسطين، ليبيا، شمال مصر، والأردن، بالإضافة إلى المناطق الجبليّة الصحراويّة وشبه الصحراويّة في الجزائر حيث تميل لتتفادى المناطق الرملية. يُقدّر عدد الغزلان الباقية في البرية من هذا النوع بما بين 35,000 إلى 40,000 غزالا.
تُصنف الأُدم على أنها مهددة بالانقراض بدرجة دنيا وفقا للقائمة الحمراء للإتحاد العالمي للحفاظ على الطبيعة لعام 2003، كما تضعها الاتفاقية الدولية لحظر الإتجار بالأنواع المهددة بالمرتبة الثالثة بين الأنواع المهددة، أي أنها ليست مهددة بالانقراض على المستوى العالمي، ويُسمح للدول الأعضاء في هذه الاتفاقية بالاتجار بها ولكن بشرط توافر الإذن المناسب وتقديم شهادة منشأ مع أي من منتجاتها. تُصنف النويعة الماسيليّة (الغزال الماسيليّ، Gazella dorcas massaesyla) على أنها مهددة بدرجة متوسطة وفقا لتصنيف الاتحاد العالمي. تمّ وصف ثلاثة نويعات من هذه الغزلان، ولكن مصداقية هذا التصنيف وانتشار هذه الحيوانات غير مؤكدة.

## الوصف

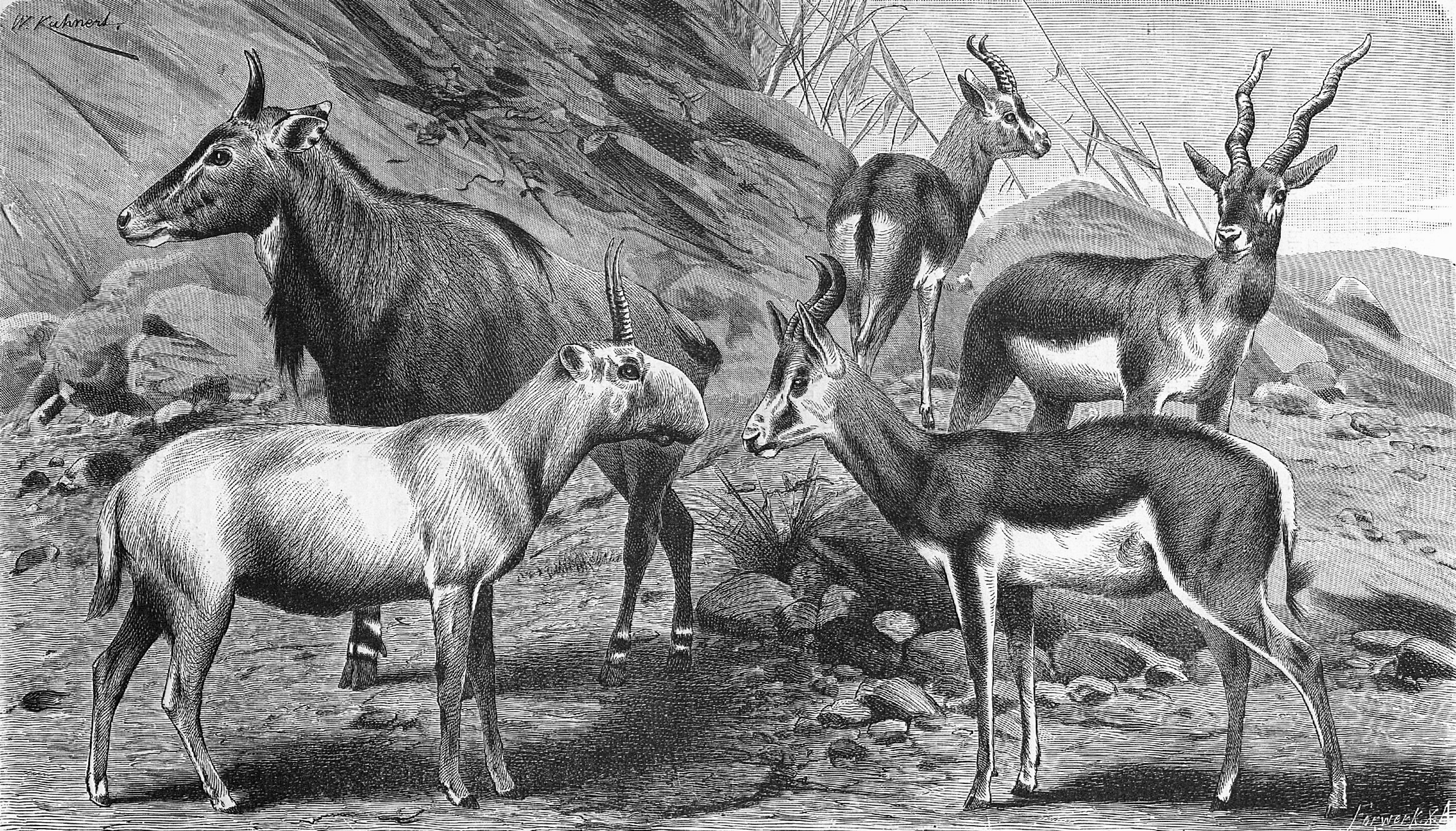
رسم لآدم مع أنواع أخرى من الظباء، لاحظ حجمه الأصغر بينها.

يتشابه الآدم في مظهره مع غزال الجبل، إلا أنه أصغر منه حجما ويمتلك أذنا أطول وقرون أكثر تقوسا، تنحني نحو الخارج ثم تعود لتتجه نحو الداخل، فالأمام عند طرفها العلويّ. تختلف ألوان النويعات المختلفة من هذه الغزلان بحسب اختلاف موطنها، فنويعة الصحراء الكبرى (G. d. osiris) تكون باهتة اللون كثيرًا وتمتلك بطنا أبيض اللون يحده من الجهتين خطا بنيا وتكون الجبهة والوجه أدكن من باقي الجسد. وتكون النويعات من شمال الصحراء الكبرى أدكن بقليل وتمتلك خطوطا على الوجه، أما الجمهرات من فلسطين وحوض البحر الأحمر فتميل إلى كونها أقتم لونا من غيرها وأشدها ضربا إلى الحمرة. وقد تمت إبادة الآدم عبر معظم موطنه خلال القرن العشرين، إلا أنه استمر بالوجود في فلسطين حيث تعيش الآن جمهرة كبيرة يتراوح عدد أفرادها بين 1000 و 1500 رأسا في صحراء النقب ووادي عربة وتعتبر إسرائيل (فلسطين المحتلة) حاليا الأمل الأخير لبقاء هذه الغزلان بفضل العناية التي تحظى بها هناك. تعيش جمهرات كبيرة أخرى من هذه الحيوانات في السودان والقسم الجنوبي من الصحراء الشرقية بمصر.

### النويعات

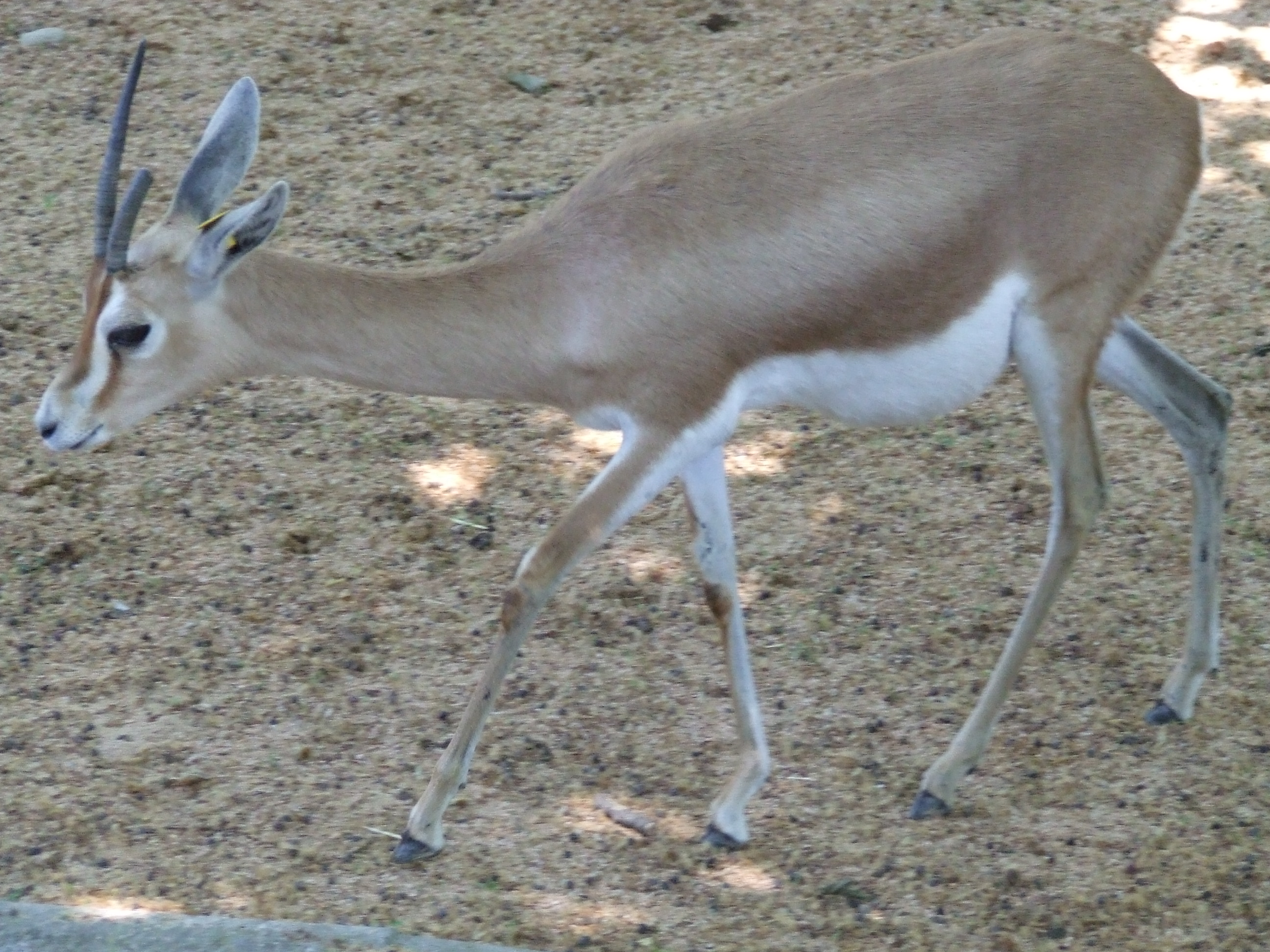
النويعة الصحراوية (Gazella dorcas neglecta)، في حديقة حيوانات برشلونة، قطلونيا، إسبانيا.

- نويعة دوركاس، غزال دوركاس (Gazella dorcas dorcas)، يتواجد في الجزائر وتونس.
- النويعة الماسيليّة، الغزال الماسيلي (Gazella dorcas massaesyla)، توجد في السهول الشمالية من المغرب.[9]
- النويعة الصحراوية، الغزال الصحراوي (Gazella dorcas neglecta)
- نويعة إيزابيلاّ، غزال إريتريا (Gazella dorcas isabella)، توجد في فلسطين، سيناء، وعلى طول ساحل البحر الأحمر في السعودية.[10]
- نويعة أوزيريس، غزال النخيل (Gazella dorcas osiris)
- نويعة بلزن، (Gazella dorcas pelzini)، توجد في الصومال.[11]
- النويعة السعودية، الغزال السعودي، (Gazella dorcas saudiya) منقرضة، كانت توجد في السعودية.

## السلوك والخواص الأحيائية

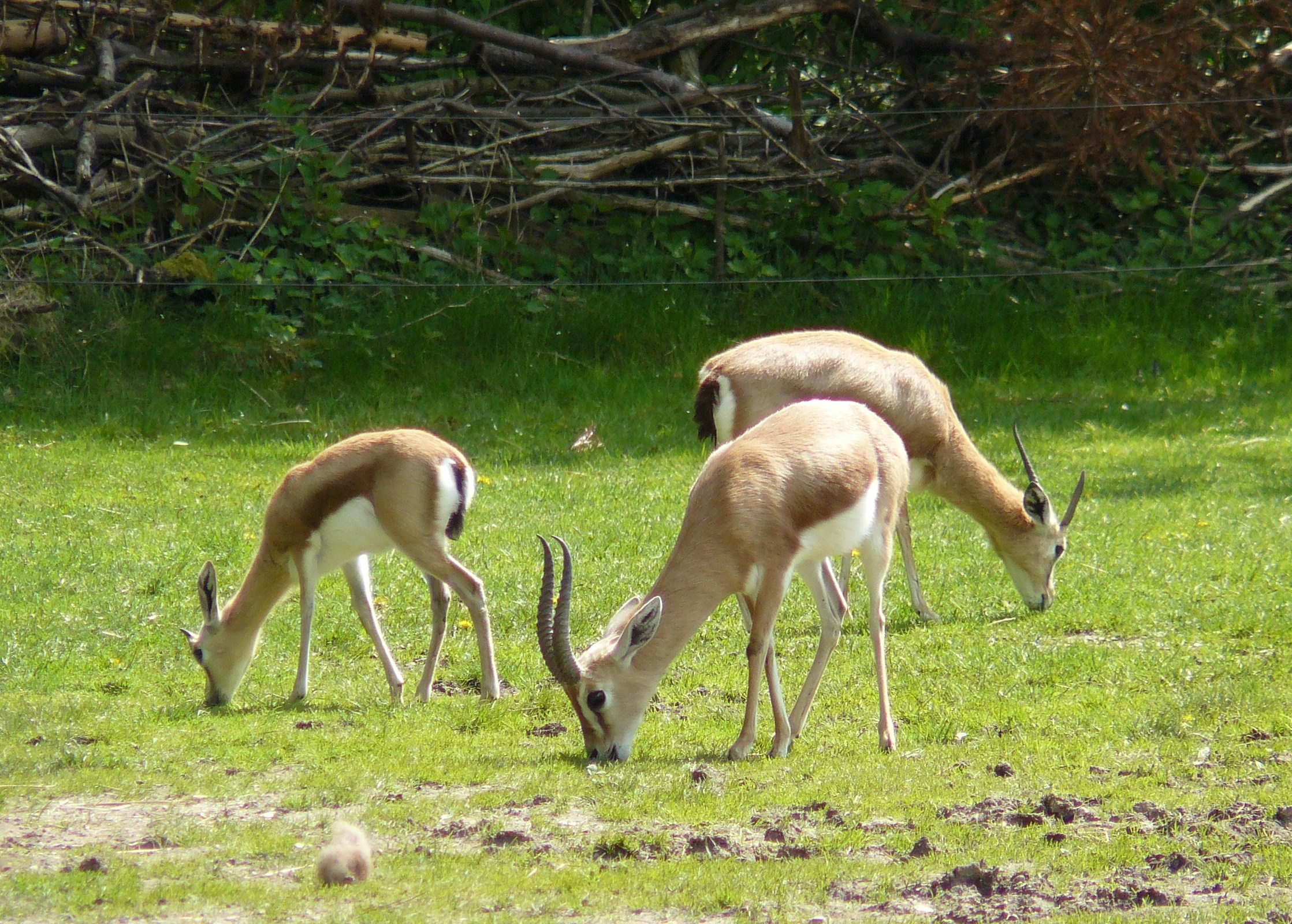
الأُدم ترعى في حديقة بميونخ، ألمانيا.

تعتبر الأُدم متأقلمة كثيرًا للعيش في الصحراء فهي قد تمضي كل حياتها بدون أن تشرب وبدلا عن ذلك تحصل على كل العصارات التي تحتاجها من النباتات التي تقتات عليها، إلا أنها قد تشرب بحال توافر المياه كما وتستطيع هذه الغزلان احتمال درجات الحرارة العالية وبحال اشتداد الحرارة كثيرًا جدا فإنها تنشط فقط في ساعات الفجر والغسق وخلال الليل، وفي المناطق التي تتعرض فيها إلى الصيد من قبل الإنسان فإنها تنشط فقط في الليل لتفادي الخطر بأكبر قدر ممكن. تقتات الأُدم على أوراق الأشجار والأزهار وبذور عدّة أصناف من شجر السنط بالإضافة إلى أوراق وغصينات وفاكهة العديد من الشجيرات، وغالبا ما تقف على قوائمها الخلفيّة للاقتيات على الأوراق المرتفعة وقد شوهدت بعد هطول الأمطار وهي تحفر في الأرض بحثا عن البصلات، وتقوى هذه الغزلان على العدو بسرعة 80 كيلومتر في الساعة وعندما تشعر بالخطر تقوم بهزّ ذيلها ومن ثم تقفز ورأسها مرتفع لتعلن للمفترس أنها قد شاهدته.

### التناسل

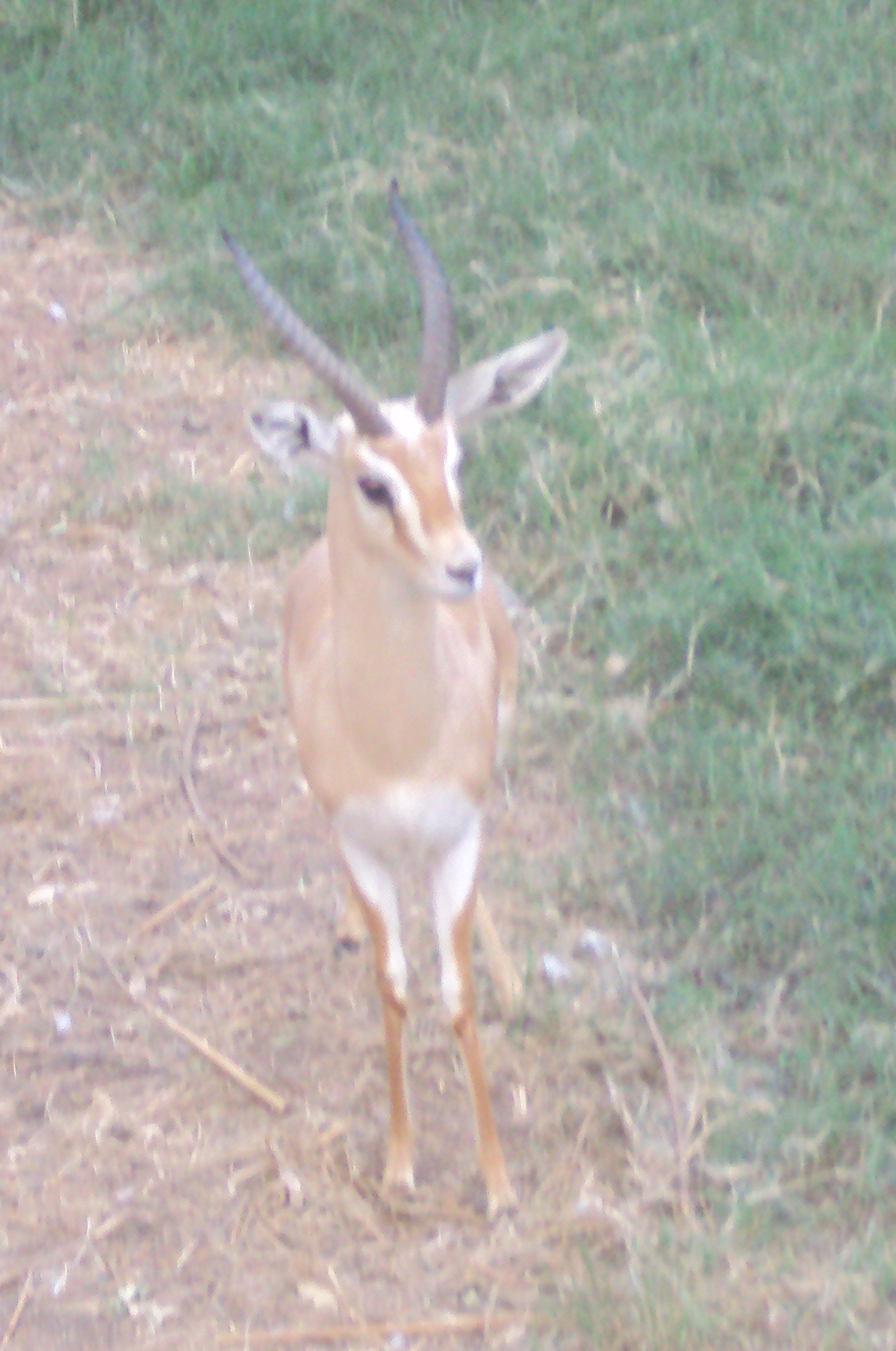
غزال مصري بحديقة الحيوان بالجيزة.

تعيش الأُدم في أزواج عندما تكون الظروف البيئيّة حولها قاسية، وعندما تكون الظرف أكثر ملائمة فهي تعيش في مجموعات تتألف من ذكر بالغ وعدّة إناث بالإضافة إلى بضعة صغار. وخلال موسم التزاوج تصبح الذكور مناطقيّة أي أن كل منها يستأثر بمنطقة محددة له يدافع عنها ضد غيره من الذكور ويقوم بتحديدها بعلامات من البراز، وفي معظم موطنها يحصل التناسل من شهر سبتمبر إلى نوفمبر وتمتد مدّة الحمل لفترة 6 أشهر يولد من بعدها خشفا واحدا إلا أن ولادة التوائم أمر يمكن حصوله بحسب أحد تقارير المراقبة من الجزائر. يكون الخشف كامل التكوين عند ولادته، حيث تكون عيناه مفتوحتين وفرائه مكتمل النمو، ويبدأ بمحاولة الوقوف بعد ساعة من الولادة قبل أن يبدأ بالرضاعة فورا، وخلال الأسبوعين الأولين من حياته يبقى الخشف قابعا في الأعشاب بلا حراك على مقربة من والدته ومن ثم يصبح قادرا على اللحاق بها ويبدأ بتناول الطعام الصلب، وخلال ثلاثة شهور يفطم الصغير بالكامل.

### المفترسات الطبيعية
تعتبر الفهود والنمور الا انها استاصلت من قسم كبير من موطنها، ومن المفترسات الأخرى: البج، عناق الأرض، الذئاب، والضباع المخططة. تفترس السنوريات الأصغر حجما، بالإضافة لبنات آوى، الثعالب، والعقبان، الأخشاف الصغيرة. يُعرف عن بعض الأُدم أنها تصبح خطيرة للغاية بحال حوصرت، فقد وردت عدّة تقارير تفيد بعدد من حالات الوفاة التي تسببت بها هذه الغزلان بعد أن حاصرها الصياد أو الحيوان المفترس.

## الأخطار المحدقة بالنوع

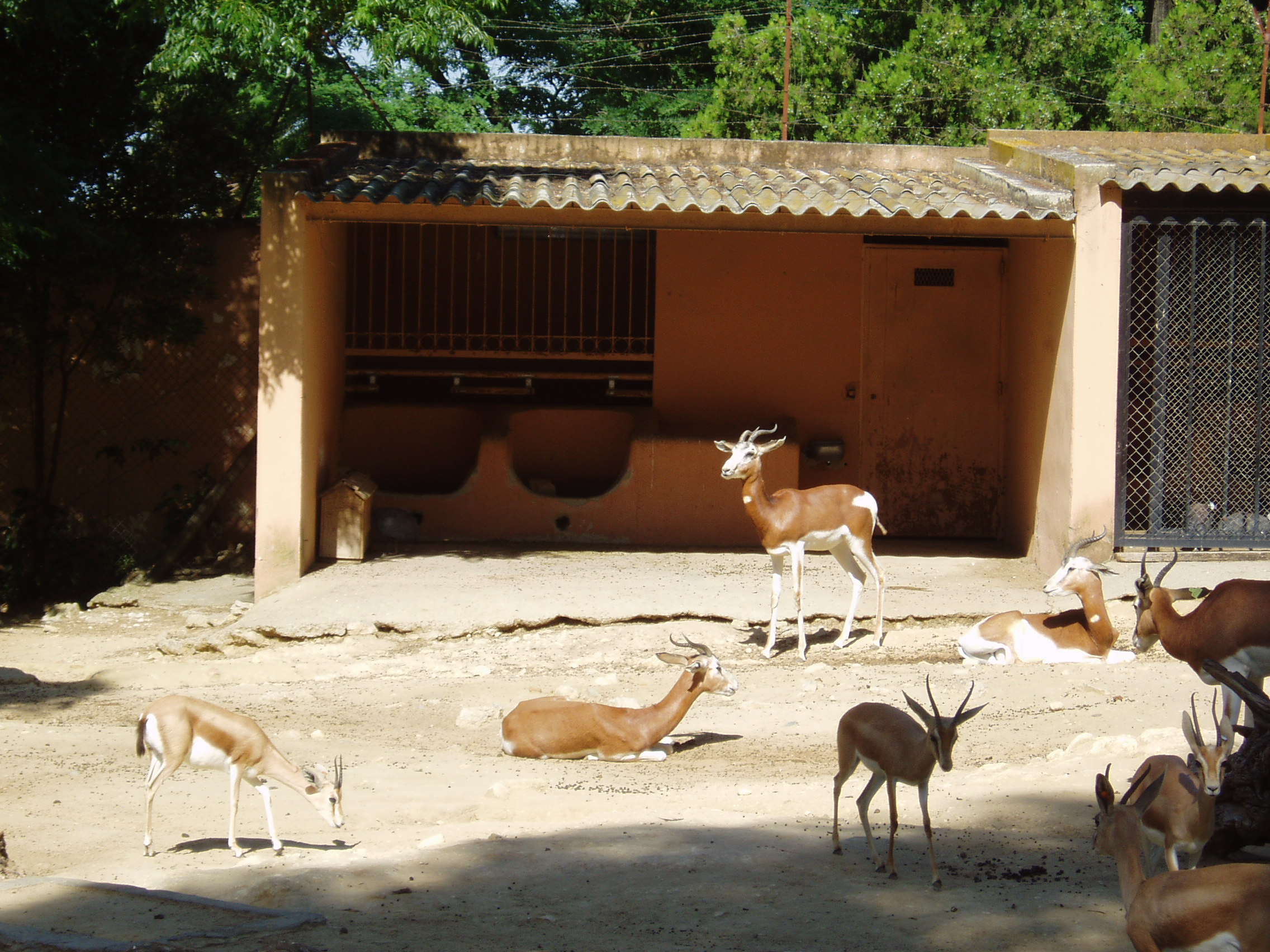
قطيع من الأُدم وغزلان المهر في حديقة حيوانات شريش، إسبانيا.

تناقصت أعداد الأُدم كثيرًا عبر موطنه عمومًا وفي الدول العربية خصوصًا وذلك عائد بشكل رئيسيّ إلى الصيد الجائر والتمدن الذي يقلّص مساحة مسكنه على الدوام عبر استحداث الأراضي الزراعيّة ورعي الخراف والماعز المستأنس في موائله الطبيعيّة مما يعرّضه للتنافس معها، ويؤدي بالرعاة في بعض الأحيان إلى قتل الغزلان للتقليل من عدد الحيوانات المنافسة لمواشيهم. بالإضافة لذلك، يُشكل القنص لغرض الحصول على اللحم للغذاء، كما افتراس الكلاب الوحشية مشكلة كبيرة، إلا أن أكبر المخاطر التي تواجهها هو الصيد غير الشرعي وغير منضبط.

### الحفاظ على النوع
تعيش هذه الغزلان في العديد من المنتزهات الوطنية والمحميات الطبيعية وغيرها من المناطق المحمية عبر أنحاء موطنها، وتعتبر محمية من قبل القانون في كل من المغرب، الجزائر، تونس، ليبيا، مصر، الأردن، وفلسطين، إلا أن فرض هذه الحماية القانونية في بعض هذه الدول ضعيف للغاية. يقترح بعض أنصار البيئة في الدول التي تقطنها الأُدم، إنشاء المزيد من المحميات لإيواء هذه الحيوانات وفرض قوانين جديدة تطبق بصورة جديّة لحمايتها بصورة فعالة. يقول البيئيون في تونس، أن هناك حاجة لتحديد وضع النوع في البرية والمناطق التي يجب أن يُطلق سراح الجمهرات المولودة بالأسر فيها حتى يُصار إلى إعادة حال هذه الغزلان إلى ما كان عليه في البلاد. كما تم اقتراح هذا الأمر في ليبيا أيضا.

### مناطق تواجدها
تتواجد هذه الغزلان في كل من :محمية سيدي شيكر الطبيعية ب( المغرب)، الحدائق الوطنية بطاسيلي والهقار ( الجزائر)، الحدائق الوطنية ببوهدمة وسيدي الطوي ( تونس)، محمية جبل عبدالعزيز ( سوريا)، الحدائق الوطنية بصبراتة، سورمان، الكوف ( ليبيا)، الحديقة الوطنية إلبا ومحمية سانت كاترين ( مصر)، الحديقة الوطنية بانك داريقين ( موريتانيا)، واد الصقيع، وادي اشيم ( تشاد)، الحياة البرية بميل ساردو ( إثيوبيا).
وهناك بعض الغزلان في الأسر بكل من الدول المحيطة بالقرن الأفريقي وهناك من تهرب نحو الشرق الأوسط وتربيتها في الأسر وأما إسبانيا فهي تدير محمية للغزلان هربتها بعد خروجها من المغرب .

## معرض صور

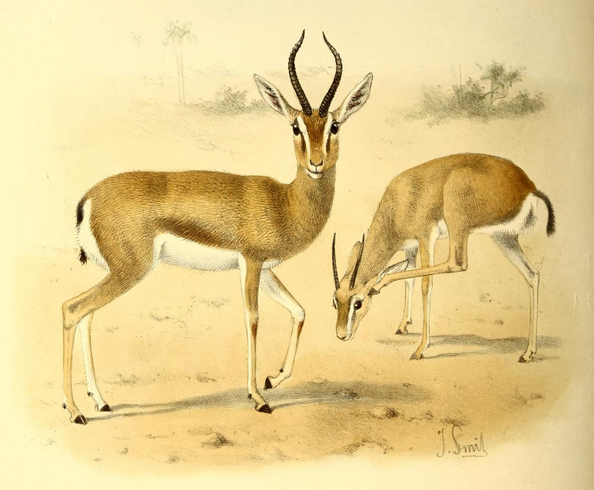
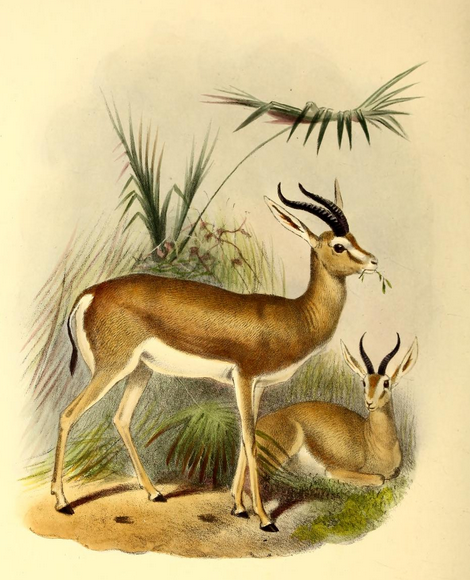
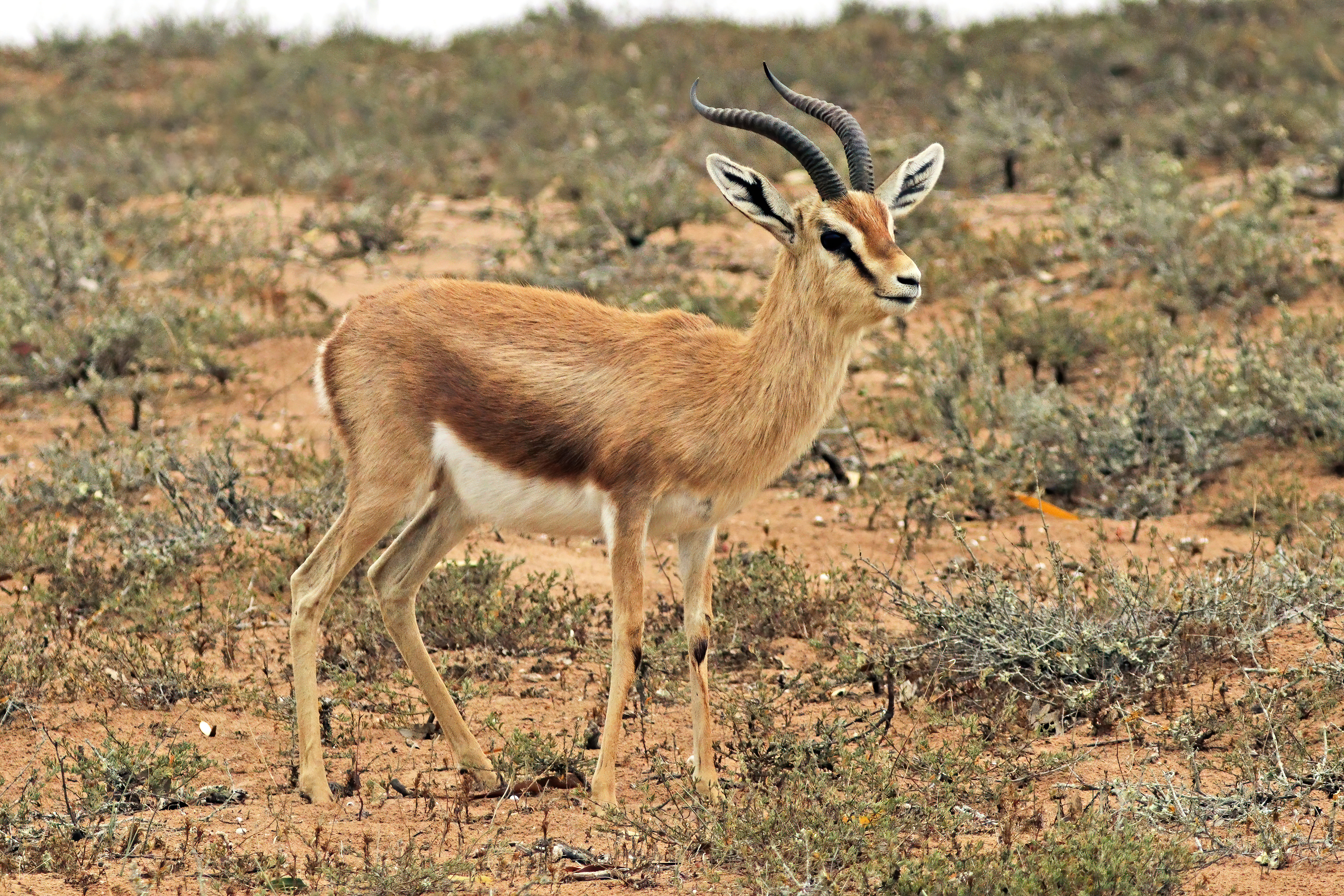
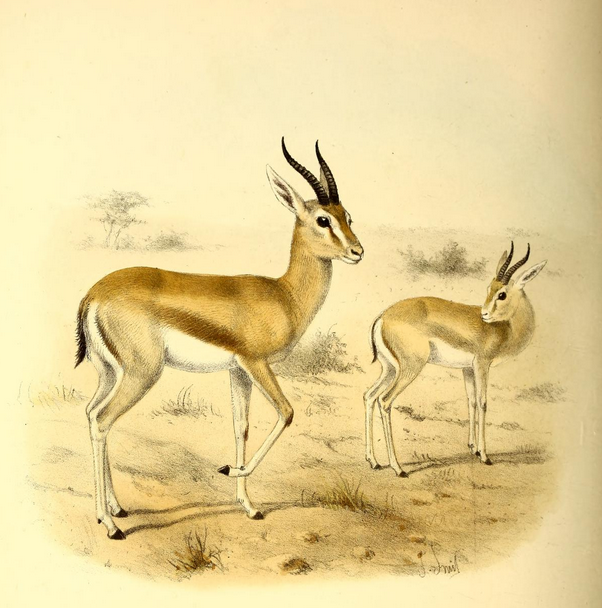